# Tz'Ak
Tz'Ak är en ort i Mexiko.   Den ligger i kommunen Chalchihuitán och delstaten Chiapas, i den sydöstra delen av landet, 700 km öster om huvudstaden Mexico City. Tz'Ak ligger 1 201 meter över havet och antalet invånare är 389.
Terrängen runt Tz'Ak är bergig åt sydväst, men åt nordost är den kuperad. Runt Tz'Ak är det ganska tätbefolkat, med 134 invånare per kvadratkilometer. Närmaste större samhälle är Simojovel de Allende, 12,7 km norr om Tz'Ak. I omgivningarna runt Tz'Ak växer i huvudsak städsegrön lövskog.